# Franz Meinow
Franz Meinow (* 2. August 1910 in Breslau, Niederschlesien; † 12. März 1947 in Ochsenfurt, Unterfranken) war ein bayerischer Bürgermeister und Landrat.

## Leben
Der Sohn eines Versicherungsdirektors in Breslau besuchte das König-Wilhelm-Gymnasium und studierte nach seinem Abitur Staatswissenschaften an den Universitäten Wien, Berlin und Breslau und promovierte zum Dr. rer. pol. im Jahr 1934. Die Dissertation vom 1. März 1934 an der rechts- und staatswissenschaftlichen Fakultät hatte, passend zum Beruf seines Vaters, das Thema „Die volkswirtschaftliche Bedeutung der Gruppenversicherung“ (Verlag Eschenhagen, Ohlau 1934). Meinow beantragte am 16. Juni 1937 die Aufnahme in die NSDAP und wurde rückwirkend zum 1. Mai desselben Jahres aufgenommen (Mitgliedsnummer 5.594.761). 1934 war er der DAF und dem NSRB beigetreten, 1937 trat er noch der NSV bei.
Meinow heiratete am 21. April 1936 in Breslau Ruth Blümel. Am 12. Februar 1939 und 1. September 1940 wurde dem Ehepaar Meinow jeweils eine Tochter geboren. 
Wegen eines schweren Herzfehlers, den er sich bei einer Blutvergiftung zuzog, war er für den Dienst in der Wehrmacht untauglich. Vor dem Einmarsch der russischen Truppen floh Meinow am 25. März 1945 mit Ehefrau und zwei Kindern aus der Festung Breslau zunächst nach Würzburg, wo er eine Anstellung als Hoteldirektor im „Russischen Hof“ bekam. Am 16. März 1945 wurde Würzburg zerbombt und die Meinows zogen weiter nach Bad Kissingen, wo er wohl aufgrund seiner Bekanntschaft mit dem ersten unterfränkischen Regierungspräsidenten der Nachkriegszeit, Adam Stegerwald, und seiner Sprachkenntnisse Leiter des städtischen Ernährungsamtes B wurde. Doch schon am 28. Juni 1945 setzte ihn die Militärregierung als Ersten Bürgermeister der Stadt Bad Kissingen ein.
Die erste Sitzung des neuen, durch die Militärregierung gebildeten Stadtrats am 17. Juli 1945 eröffnete Meinow u. a. mit den Worten (Auszug): „..... Wir alle, die wir gegen Hitler gekämpft haben in der Zeit vor 1933 und nach 1933 ..... Keiner, der auch nur im Entferntesten dazu beigetragen hat, soll sich damit entschuldigen, dass man vorher nicht wissen konnte, was kommen würde. Denn tatsächlich konnte dies jeder wissen. .... und (ich) bin dabei zu dem Ergebnis gekommen, dass es nur eines geben kann: diesen Mann (Adolf Hitler) mit allen Mitteln zu bekämpfen, weil er nicht nur ein Dilettant, sondern ein Verbrecher ist, .....“
Schon am 25. Mai 1946 wurde Meinow zum Landrat des Kreises Ochsenfurt gewählt und wurde durch die Militärregierung im August bestätigt. Nach diesem schnellen Einstieg in die Politik ging es mit Meinow aber ebenso schnell wieder bergab. Bereits am 15. Februar 1947 wurde Meinow wegen Verdachts der Fragebogenfälschung, des Meineids und verschiedener Wirtschaftsdelikte als Landrat des Kreises Ochsenfurt von der Landespolizei verhaftet. In den folgenden drei Wochen wurde Meinow zweimal gegen Kaution aus dem Gefängnis entlassen und letztlich doch wieder verhaftet.
Grund für die Verhaftung waren falsche Angaben, die er schon 1945 in Bad Kissingen in seinem Fragebogen zur Entnazifizierung und in seinen Personalbogen gemacht hatte, als er dort seine NSDAP-Mitgliedschaft verschwiegen hatte. 
Das Mittlere Militärgericht Würzburg in Ochsenfurt verhandelte im März 1947 gegen Meinow wegen Fragebogenfälschung und verurteilte ihn zu vier Jahren Gefängnis. Meinow entschied sich daraufhin für den Freitod und erhängte sich im Gefängnis in den Morgenstunden des 12. März 1947.